# Alkoholna polineuropatija
Alkoholna polineuropatija je bolest perifernog nervnog sistema koja nastaje kao posledica direktnog izlaganja toksičnih metabolita alkohola, zbog nedostatka tiamina i eventualno drugih B vitamina i folne kiseline. Prostire se od korenova kičmene moždine do slobodnih nervnih završetaka perifernih nerava. Prvi, i najčešći simptomi oštećenja nerava kod polineuropatije su: smanjen osećaj, praćen trnjenjem, maravinjanjem i žarenjem u nožnim prstima ili stopalima, slabost u mišićima, promene u organima za varenje (npr nadutost, mučnina, proliv), problemi sa pražnjenjem bešike, i potencijom. Ako se na vreme ne otkriju i terapijski, makar zaleči, bolest progredira u teško kliničko stanje. Bolesnik, zbog toga ima sve izraženije tegobe, postaje nespretan u hodu, jer stopala pri pokretima zapinju o podlogu, i sve manje u mogućnosti da obavlja precizne pokrete prstima.

## Epidemiologija
Javlja se kod 10% hroničnih alkoholičara. Od nje podjednako obolevaju oba pola.

## Etiopatogeneza
Alkoholna polineuropatija nastaje kao posledica stalne uporabe alkohola i zato se razvija samo u poslednjim fazama alkoholizma. Uzroci bolesti su sledeći:
- Alkoholičari se u principu loše hrane, hrana je siromašna vitaminima i bogata ugljenim hidratima.[14]
- Etilni alkohol u većim i konstantnim količinama i njegovi raspadni proizvodi deluju toksičnno na nervne završetke;[15]
- Stalna upotreba alkohola rezultuje nedostatkom vitamina B u organizmu. To je posledica ne samo nepravilne ishrane, već alkoholom narušenih funkcije ćelija jetre, smanjene apsorpcije hranjivih materija iz sluzokože digestivnog trakta.
- Mala količina tiamina u organizmu ne može potpuno oksidirati alkohol. Tokom prerade alkohola u telu, etanol se oksidira u acetaldehid zahvaljujući alkoholnoj dehidrogenazi. Acetaldehid se oksidira u acetat zahvaljujući aldehid dehidrogenazi (ALDH). ALDH2 je izozim ALDH, a ALDH2 ima polimorfizam (ALDH2 * 2, Glu487Lys) koji inaktivira ALDH2. Time navedeni proces u organizmu alkoholičara povećava toksični učinak unetog alkohola i smanjuje brzinu metaboličkih procesa koji eliminišu alkohol i njegove nuzproizvode, što rezultuje razaranjem aksona i mijelinski omotač nerava.[16][17][18]
- U strukturi nervnih vlakana dolazi do poremećaja mikrocirkulacija, što dovodi nervni sistem u stanje hipoksije.[19]

- Acetaldehid u koji se konvertuje etanol dovodi do njegovog toksičnog nakupljanje što može rezultovati alkoholnom polineuropatijom. Takođe se veruje da postoji genetska predispozicija za razvoj ove bolesti kod određenih etničkih grupa. Tokom prerade alkohola u telu, etanol se oksiduje u acetaldehid zahvaljujući alkoholnoj dehidrogenazi. Acetaldehid se oksiduje u acetat zahvaljujući aldehid dehidrogenazi (ALDH). ALDH2 je izozim ALDH, a ALDH2 ima polimorfizam (ALDH2 * 2, Glu487Lis) koji inaktivira ALDH2.

Ovaj alel je rasprostranjeniji među jugoistočnim i istočnim Azijatima, zbog čega oni nemaju mogućnost brze metabolizacije acetaldehida. Neurotoksičnost koja nastaje akumulacijom acetaldehida može biti važna u patogenezi alkoholne polineuropatije.
Ako osoba koja se svakodnevno opija ne koristi registrovana prirodno proizvedena alkoholna pića, već zamenski alkohol, tada se rizik pojavljivanja bolesti povećava za nekoliko puta, zbog štetnih materija koje sadrži hemijski proizveden alkohol (jer takav alkohol ima jako štetan učinak na jetru, i gotovo trenutno uništava vitamini B1).

## Klinička slika
Kliničkom slikom, koja je skoro identična sa onom kod beri-beri neuropatije, dominiraju sledeći znaci i simptomi:
- bol u vidu žarenja.[22][23]
- ukočenost i parestezije u distalnim delovima noge,[24]
- bolni grčevi u donjim mišićima nogu (pareza ekstenzornih mišića stopala).[25]

Simptomi se obično javljaju postepeno, retko akutno ili subakutni, pojačavaju se ili privremeno zaustavljaju na određenom nivou.
Simptomatologija je izraženija u nogama, rukama. Povremeno može se javiti dizartrija ili disfagija, poremećaj funkcije okulomotornih mišića.
Mogu se javiti i disfunkcije autonomnog nervnog sistema u obliku reakcija na zenici, hiperhidroze dlanova i tabana, diskoloracije kože, oticanje ekstremiteta, hiperpigmentacija kože, distrofije noktiju, impotencije.

## Dijagnoza
Dijagnoza se postavlja na osnovu anamneze, neurološkog pregleda i dopunskih testova. Pregledom se može otkriti smanjenje ili gubitak tetivnih reflekse, posebno Ahilovog, hipoestezija u vidu čarape i/ili rukavice, atrofija mišića distalnih delova ekstremitetima, bol na palpaciju mišića i živaca.
EMNG
Elektromioneurografija (EMNG)  koja se zasniva na otkrivanju bioelektrične aktivnosti, neuobičajenih za neuromuskularna vlakna, je ključna dijagnostička procedura kod bolesnika kod kojih se sumnja na polineuropatiju, jer može da potvrdi neuropatiju, da prikaže razliku između aksonske i demijelinizacione, da bliže lokalizuje leziju neurona (proksimalno, distalno, motorna, senzitivna vlakna), da registruje denervacione potencijale (fibrilacije, fascikulacije i poz.denervacione potencijale), da dijagnostikuje stepen mišičnog oštećenja.
Pregled likvora
Albunocitološka disocijacija, karakteristična je za GBS, ali se nađe uvek kada su patološkim procesom zahvaćeni korenovi živaca. Značajan je pregled sedimenta likvora koji može da pokaže prisustvo malignih ćelija kod limfoproliferativnih i mijeloproliferativnih bolesti, a nekada i kod karcinomatozne infiltracije meninga i korenova živaca. 
Imunoelktroforeza
Pregled imunoglobulina seruma imunoelektroforezom-može otkriti razne disproteinemije i paraproteinemije koje mogu biti praćene neuropatijom, to su makroglobulinemije, multipli mijelom, krioglobulinemija, benigne monoklonske gamopatije. 
Slikovne metode
Rtg pluća i ultrasonografija abdomena i male karlice mogu ukazati na prisustvo malignog tumora i paraneoplastičnu prirodu neuropatije. 
Biopsija
Biopsija mišića, nerva i kože i njihov histološki i histohemijski pregled mogu ukazati na propadanje mijelina i/ili aksona, prisustvo inflamatornih promena, angiopatiju, malignu infiltraciju, amiloidne depozite itd. Ova vrsta ispitivanja se koristi u slučajevima kada je potrebno isključiti drugi podtip polineuropatije (uremijski, dijabetički).
Toksikološke analize
Toksikološke analize obuhvataju ispitivanje prisustva i nivoa metala, lekova, hormona i elektrolita.

## Prognoza
Simptomatska bolest bez pravilnog lečenja neprestano napreduje, jer rezultuje raznim mentalnim poremećajima, paralizom, cerebelarnim lezijama, u kojima se mogu javiti funkcionalni poremećaji koordinacije pokreta.
Lečenje alkoholne polineuropatije nije teško, i dosta je uspešno, ako bolest otkrije i tretira u prvim fazama. Ali ako se pacijent vrati na alkohol, poremećaji i znaci bolesti se ponovo vračaju.
Prema tome ako se osigura pravilna medicinska nega, prognoza za ljude koji pate od alkoholne polineuropatije je vrlo dobra. Glavni uslov za pozitivnu rehabilitaciju je apstinencija alkoholnih pića, pravilna, redovna i uravnotežena ishrana.

## Terapija
Ishrana
Najbolji način za kontrolu simptoma je uzdržavanje od alkohola. Odvikavanje od alkohola podstiče pravilnu ishranu i pomaže u sprečavanju progresije ili ponovnog pojavljivanja neuropatije.  Jednom kada osoba prestane da koristi alkohol, važno je da na početku lečenja shvati da se znatan oporavak neće videti odmah. Subjektivno poboljšanje može se pojaviti prilično brzo, ali obično je to posledica opštih prednosti detoksikacije alkoholom.
Međutim, ako se konzumiranje alkohola nastavi, dodavanje vitamina neće biti dovoljno za poboljšanje simptoma.
Parenteralna multivitaminska nutricionistička terapija može se koristiti dok osoba ne održi odgovarajući nutritivni unos. 2 
Medikamenti
Tretmani takođe uključuju vitaminske suplemente, posebno tiamin. Međutim, u najtežim slučajevima nutritivnog nedostatka, može se započeti sa 320 mg / dan benfotiamina tokom 4 nedelje, a zatim povećati dozu na 120 mg / dan još 4 nedelje dok se nivo tiamina ne normalizuje.
Lečenje započinje pored izbjegavanja upotrebe alkohola, unosom ishranom i/ili dodatnom administracijom većih količina tiamina (u početku parenteralno 2-3 ml 5% rastvora intramuskularno, a zatim unutar 100 mg 2-3 puta na dan) u kombinaciji s drugim B vitamina i folnom kiselinom (kompleks multivitamina).
Zbog činjenice da je alkoholna polineuropatija, uzrokovana i oštećenjem jetre, potrebno je koristiti hepatoprotektivne lekove. 
Dobre terapijske efekte ima i primena nukleotida(citidin, uridin), i cerebralnih gangliozida, koji poboljšavaju ekscitabilnost perifernih nervnih vlakana i olakšavaju proces reinervacije.
Psihološka podrška pacijentu igra značajnu ulogu, jer se radi o zavisniku od alkohola. Pacijentu i njegovoj porodici potrebno je objasniti uzrok i posledice bolesti, kao i činjenicu da je dobijanja pozitivnih rezultata lečenja moguća samo u slučaju potpunog odbijanja unosa alkohola i strogog pridržavanja saveta lekara.
Terapija je dugotrajna a napredak u lečenju i obnova nerava, je spora i nije uvek potpuna.

## Istorija
Prvi opis simptoma povezanih sa alkoholnom polineuropatijom zabeležio je John C. Lettsome 1787. godine kada je primetio hiperesteziju i paralizu nogu izraženiju nego na rukama pacijenata.
Džekson je takođe zaslužan za opis polineuropatije kod hroničnih alkoholičara 1822. godine 
Klinički naziv alkoholna polineuropatije bio je široko priznat krajem devetnaestog veka., kada se smatralo se da je polineuropatija direktni rezultat toksičnog dejstva alkohola na periferne živce kada se prekomerno koristi. 
George C. Shattuck je 1928. godine tvrdio da je polineuropatija posledica nedostatka vitamina B koji se često nalazi kod alkoholičara i tvrdio je da alkoholna polineuropatija treba da bude povezana sa avitaminbozom poznatom kao beriberi. Debata oko toga šta tačno uzrokuje ovu bolest, traje i danas, jer neki tvrde da je uzrok bolesti samo alkoholna toksičnost, dok drugi tvrde da je kriv nedostatak vitamina, a treći kažu da je bolest posledica neke od kombinacija ove dve bolesti.

## Spoljašnje veze
- Neuropatije

|  | Molimo Vas, obratite pažnju na važno upozorenje u vezi sa temama iz oblasti medicine (zdravlja). |